# قره‌خواجه
شهر قره‌خواجه (انگلیسی: Gaochang) پایتخت تابستانی مملکت قره‌خواجه در آسیای مرکزی بود. این شهر در یکی از واحه‌های کناره شمالی بیابان تکله‌مکان در استان امروزی سین‌کیانگ چین قرار داشت. ویرانه‌های آن امروزه در ۳۰ کیلومتری جنوب شرقی شهر تورفان دیده می‌شود. مردم محل به آن ایدقوت‌شهری می‌گویند.
در این شهر در قدیم شمار زیادی چینی و همچنین ایرانیان مانوی و سغدی‌ها زندگی می‌کردند. قره‌خواجه یکی از مراکز پرتردد بازرگانی در جاده ابریشم بود. این شهر در سده چهاردهم بر اثر جنگ ویران شد اما ویرانه‌های کاخ‌های قدیمی آن در داخل و خارج محدوده شهر قدیم هنوز دیده می‌شود.
در نزدیکی قره‌خواجه کاوشگاه باستان‌شناختی مهم دیگر به نام گورهای آستانه وجود دارد.